# 海女星
海女星（17 Thetis）是一顆大型的小行星，屬於反照率比較高的S-型小行星。於1852年4月17日被卡尔·特奥多尔·罗伯特·路德發現，也是他發現的第一顆小行星。海女星這個名稱是由希臘神話中的海洋女神忒提斯而來，祂也是阿基里斯的母親。

## 质量
通过测量灶神星和海妖星对海女星的摄动可以测得其质量。2007年，Baer和Chesley测得海女星的质量约为1.2×1018千克，密度为3.21克/立方厘米。